# U-146 (1940)
U-146 – niemiecki okręt podwodny (U-Boot) typu II D z okresu II wojny światowej. Okręt wszedł do służby w październiku 1940 roku. Wybrani dowódcy: Oblt. Otto Ites.

## Historia
Wykorzystywany głównie jako jednostka szkolna. Podczas jednego z dwóch patroli bojowych zatopił statek o pojemności 3496 BRT.
Zatopiony przez załogę 2 maja 1945 roku w Wilhelmshaven (operacja Regenbogen). Wrak wydobyto i złomowano, data nieznana.